# آلگوت لون
آلگوت لون (انگلیسی: Algot Lönn; ۱۸ دسامبر ۱۸۸۷ – ۳ آوریل ۱۹۵۳) دوچرخه‌سوار اهل سوئد بود.